# Andryala christii
Andryala christii là một loài thực vật có hoa trong họ Cúc. Loài này được G.Kunkel mô tả khoa học đầu tiên năm 1980.